# Wrześnica (gromada)
Wrześnica – dawna gromada, czyli najmniejsza jednostka podziału terytorialnego Polskiej Rzeczypospolitej Ludowej w latach 1954–1972.
Gromady, z gromadzkimi radami narodowymi (GRN) jako organami władzy najniższego stopnia na wsi, funkcjonowały od reformy reorganizującej administrację wiejską przeprowadzonej jesienią 1954 do momentu ich zniesienia z dniem 1 stycznia 1973, tym samym wypierając organizację gminną w latach 1954–1972.
Gromadę Wrześnica z siedzibą GRN we Wrześnicy utworzono – jako jedną z 8759 gromad na obszarze Polski – w powiecie sławieńskim w woj. koszalińskim na mocy uchwały nr 43/54 WRN w Koszalinie z dnia 5 października 1954. W skład jednostki weszły obszary dotychczasowych gromad Wrześnica i Noskowo ze zniesionej gminy Wrześnica oraz obszar dotychczasowej gromady Żabno ze zniesionej gminy Żukowo w tymże powiecie. Dla gromady ustalono 13 członków gromadzkiej rady narodowej.
1 stycznia 1958 do gromady Wrześnica włączono obszar zniesionej gromady Pałówko (oprócz wsi Pieszcz z przysiółkami) w tymże powiecie.
31 grudnia 1961 do gromady Wrześnica włączono obszar zniesionej gromady Staniewice (oprócz wsi Tokary, Tyn, Pieszcz i Mazów) w tymże powiecie.
31 grudnia 1971 gromadę Wrześnica zniesiono, a jej obszar włączono do gromady Sławno w tymże powiecie.